# 日本コンテンツ審査センター
一般社団法人日本コンテンツ審査センター（にっぽんコンテンツしんさセンター、英: Japan contents Review Center、JCRC）は、映像ソフト（ビデオ・DVDなど）およびコンピュータゲーム（アダルトゲーム）の倫理審査を行う日本の一般社団法人。
旧日本ビデオ倫理協会（ビデ倫）の加盟事業者により構成される日本映像倫理審査機構（日映審）とコンテンツ・ソフト協同組合（CSA）の内部組織であったメディア倫理委員会（メディ倫）の審査業務を統合して、2010年12月に一般社団法人映像倫理機構（えいぞうりんりきこう、略称：映像倫、ETHICS）の名称で発足。これにより、日映審は映像倫に組織と業務の一切を譲渡して解散した。
2016年1月に東日本コンテンツ・ソフト、全日本コンテンツソフト倫理審査会と審査業務を統合し、現在の名称に変更。

## 沿革
- 2008年7月1日 - 任意団体として日本映像倫理審査機構（日映審）設立
- 2009年7月1日 - 法人格を取得し、一般社団法人化
- 2010年12月1日 - コンテンツ・ソフト協同組合と審査業務を統合し一般社団法人映像倫理機構（映像倫）を設立
- 2011年7月1日 - 一般社団法人審査センターを吸収合併
- 2016年1月 - 東日本コンテンツ・ソフト、全日本コンテンツソフト倫理審査会と審査業務を統合し、一般社団法人日本コンテンツ審査センターに名称変更。

## 審査基準
成人指定の性表現に関する審査基準
- 男女全裸による性行為の体位を直接描写するフルショットには、モザイクなどの技術的な処理を行う。
- 着衣であっても、透視過度、腰部露出が過度のショットには処理を行う。
- 性器の描写は処理を行う。
- 肛門に関する性表現描写は原則として処理を行う。
- 露出した男女性器を愛撫する直接描写は処理を行う。
- 同性愛の性器愛撫の直接描写は処理を行う。
- 性倒錯・異常性愛（サディズム、マゾヒズム）の表現は、その責めや苦痛等の累積効果が過度にわたらぬよう留意する。
- 放尿、排泄、汚物などの描写は、簡潔な表現に留めるよう注意する。
- ロリータ作品は原則として審査の対象としない。
- 成人指定の作品に18歳未満の年少者（児童）を出演させてはならない。
- 近親相姦を表現した作品は過度な表現をしない。
- 獣姦を表現しない。
- アニメーション（アダルトゲーム・アダルトアニメなど）における表現についても、実写映像と同様の扱いとする。
- 上記項目以外の性表現、描写については社会規範および公序良俗への影響を配慮し、必要に応じて処理を行う。